# Carmem Lu de Mendonça
Carmem Lúcia Mendonça da Fonseca (Natividade, 29 de julho de 1951), conhecida como Lu Mendonça, é uma atriz brasileira.

## Filmografia

### Televisão
| Ano  | Título                        | Papel                                 |
| ---- | ----------------------------- | ------------------------------------- |
| 1981 | Amizade Colorida              | Mulher                                |
| 1982 | Lampião e Maria Bonita        | Sérgia Ribeiro da Silva (Dadá)        |
| 1984 | Padre Cícero                  | Angélica Toledo Assunção              |
| 1985 | Roque Santeiro                | Mãe de Porcina (participação)         |
| 1986 | Tudo ou Nada                  | Alzira                                |
| 1987 | Corpo Santo                   | Lenira de Azevedo Marques             |
| 1990 | Fronteiras do Desconhecido    | Eulália                               |
| 1990 | Riacho Doce                   | Hermínia                              |
| 1990 | Lua Cheia de Amor             | Zeli                                  |
| 1992 | Pedra Sobre Pedra             | Maria Eunice de Melo (Nice)           |
| 1993 | Mulheres de Areia             | Maria Do Carmo Castro                 |
| 1994 | Pátria Minha                  | Lourdes                               |
| 1996 | Perdidos de Amor              | Adalgiza de Souza Santos (Gigi)       |
| 1998 | Dona Flor e Seus Dois Maridos | Dora                                  |
| 2002 | Sandy & Junior                | Marlene Pires de Melo                 |
| 2006 | Páginas da Vida               | Mônica                                |
| 2008 | Toma Lá Dá Cá                 | Moranga Gomes (participação especial) |
| 2016 | Velho Chico                   | Maria Rosa Luz (Rosinha)              |